# Jerry Sloan
Gerald Eugene Sloan (McLeansboro, 28 de março de 1942 – 22 de maio de 2020), mais conhecido como Jerry Sloan, foi um basquetebolista e treinador da National Basketball Association (NBA).
O ex-comissário da NBA, David Stern, chamou Sloan de "um dos maiores e mais respeitados treinadores da história da NBA". Sloan tem um recorde de vitórias e derrotas na temporada regular de 1.221-803, colocando-o em terceiro lugar na lista de mais vitórias como técnico da NBA. Sloan foi apenas o quinto treinador na história da NBA a alcançar 1.000 vitórias e é um dos dois treinadores na história da NBA a registrar 1.000 vitórias em uma franquia (o Utah Jazz). Embora nunca tenha ganho o Prêmio de Treinador do Ano, ele é um dos únicos quatro treinadores da história da NBA com mais de 15 temporadas consecutivas com um recorde de vitórias (Gregg Popovich, Pat Riley e Phil Jackson são os outros). Ele levou Utah às finais da NBA em 1997 e 1998, mas perdeu para o Chicago Bulls nas duas vezes.
Depois que Tom Kelly deixou o cargo de treinador do Minnesota Twins na Major League Baseball em 2001, Sloan se tornou o treinador mais antigo em uma franquia nas principais ligas americanas. Ele renunciou em 10 de fevereiro de 2011. Em 19 de junho de 2013, o Utah Jazz anunciou que Sloan estava retornando como consultor.

## Vida pregressa
Nascido e criado em Gobbler's Knob, 24 quilômetros ao sul de McLeansboro, Sloan era o caçula de 10 filhos e foi criado por uma mãe solteira depois que seu pai morreu, quando Jerry tinha 4 anos.
Ele acordava às 4:30 da manhã para fazer tarefas agrícolas e depois caminhava quase três quilômetros para chegar à escola a tempo do treino de basquete.

## Carreira como jogador
Sloan jogou pelo time de basquete da Universidade de Evansville e foi escolhido pelo Baltimore Bullets como a 4° escolha geral no Draft da NBA de 1965. 
Após uma temporada, ele foi trocado para o Chicago Bulls, onde ele ficou conhecido como "o Bull Original".
Ele ficou conhecido por sua defesa tenaz e levou a equipe para os playoffs e ao seu primeiro e único título de divisão antes da era Michael Jordan. 
Após uma série de lesões no joelho, ele se aposentou em 1976. As médias de sua carreira são de 14.0 pontos, 2.5 assistencias, 7.4 rebotes e 2.2 roubadas de bola.
Sua camisa número 4 foi posteriormente aposentada pelo Chicago Bulls em 1978, tornando-se a primeira camisa aposentada da história da franquia.

## Carreira como treinador

### Chicago Bulls
Depois de se aposentar em 1976, Sloan aceitou o emprego de assistente na Universidade de Evansville, mas se demitiu após cinco dias. Na mesma temporada, o time de basquete de Evansville e a equipe técnica foram mortos em um acidente de avião no aeroporto de Evansville.
Dois anos depois, Sloan foi contratado pelos Bulls como olheiro. Depois de uma temporada neste cargo, ele se tornou assistente técnico da equipe. Em 1979, Sloan foi promovido ao cargo de treinador. Ele ocupou o cargo por menos de três temporadas, vencendo 94 jogos e perdendo 121. Ele liderou o time até os playoffs em sua segunda temporada, mas foi demitido após um início ruim durante a campanha seguinte.

### Utah Jazz
Depois de sair de Chicago, Sloan se tornou um olheiro do Utah Jazz por uma temporada. Ele então se tornou técnico do Evansville Thunder da Continental Basketball Association para a temporada de 1984, mas nunca treinou em um jogo, aceitando uma posição de assistente técnico nos Jazz. 
Depois que Frank Layden se tornou presidente da equipe em dezembro de 1988, os Jazz escolheram Sloan como o novo treinador. Sloan desfrutou de um período bem sucedido de 16 temporadas consecutivas levando seu time aos playoffs, durante o qual ele treinou estrelas como Karl Malone e John Stockton, juntamente com outros jogadores, incluindo Jeff Hornacek, Antoine Carr, Tom Chambers, Mark Eaton e Jeff Malone.
Sloan levou os Jazz a seis títulos de divisão e 10 temporadas com mais de 50 vitórias. Ele também levou os Jazz às finais da NBA duas vezes, perdendo em 1997 e 1998, ambas as vezes para seu antigo time, Chicago Bulls, liderado por Michael Jordan. No final deste período, ele se juntou a Pat Riley e Phil Jackson como os únicos treinadores com 10 ou mais temporadas vencendo 50 ou mais jogos. Após a aposentadoria de Malone e Stockton, Sloan treinou um grupo mais jovem de jogadores, incluindo Carlos Boozer, Andrei Kirilenko, Mehmet Okur e, mais tarde, Deron Williams.
Sloan conquistou sua milésima vitória na carreira contra o Dallas Mavericks em 11 de dezembro de 2006, em uma vitória por 101-79, o que o tornou o quinto técnico na história da NBA a alcançar esse marco. Durante a temporada de 2008-09, Sloan alcançou 1.000 vitórias como treinador dos Jazz em 7 de novembro, depois de vencer o Oklahoma City Thunder por 104–97. Ele se tornou o primeiro treinador da história da NBA com 1.000 vitórias em uma única equipe.
Em abril de 2009, Sloan foi nomeado para o Basketball Hall of Fame na mesma classe que seu ex-armador, John Stockton. Sloan escolheu Charles Barkley para apresentá-lo durante sua cerimônia de indução.

### Renúncia como treinador dos Jazz
Sloan revelou em 7 de fevereiro de 2011 que havia assinado no início do ano uma extensão de contrato para treinar os Jazz na temporada de 2011–12, sua 24ª temporada no cargo. No entanto, em 10 de fevereiro de 2011, Sloan e o assistente Phil Johnson renunciaram imediatamente a suas posições.
Sloan subestimou relatos de que conflitos com jogadores levaram sua saída: "Eu tenho confrontos com jogadores desde que estou no cargo", disse Sloan. "O que aconteceu foi que minha energia caiu".
O último jogo de Sloan como técnico aconteceu em uma derrota por 91-86 para os Bulls em 9 de fevereiro.
Um ano depois, Karl Malone, que jogou com Sloan por mais de 18 anos, indicou que Sloan não se sentia apoiado por Kevin O'Connor e Greg Miller. O treinador de longa data do San Antonio Spurs, Gregg Popovich, mais tarde o mencionou como mentor de seu sucesso geral como treinador na NBA.

### Volta ao Jazz
Em 19 de junho de 2013, o Utah Jazz anunciou que Sloan estava retornando como consultor.
Em 31 de janeiro de 2014, o Jazz homenageou Sloan levantando um banner com o número "1223", que representa as vitórias de Sloan com os Jazz de 1988 a 2011.

## Vida pessoal  e morte
Sloan se casou com sua namorada da escola, Bobbye. Após uma bem divulgada batalha de seis anos contra o câncer de mama, ela morreu de câncer no pâncreas em 2004. Eles tiveram três filhos e se foram casados por 41 anos. Um de seus filhos, Brian, também jogou basquete na McLeansboro High School e jogou cinco temporadas na Universidade de Indiana, conquistando um título da NCAA em 1987. Seu neto Grant é um membro do time de beisebol da Universidade de Indiana.
Em 2006, Jerry Sloan casou-se com Tammy Jessop, em Salt Lake City. Sloan tem um enteado, Rhett, como resultado desse casamento.
Sabe-se que Sloan usa chapéus da John Deere, coleciona móveis antigos e bonecas, além de coletar e restaurar tratores como hobby. Depois de reunir uma coleção de tratores com o número 70, Sloan decidiu vender todos, exceto dois, depois que um trator Allis-Chalmers, de 35 anos, foi roubado. Depois de anos de um hábito confesso de beber e fumar demais, ele parou os dois, apesar de afirmar que isso nunca afetou a ele ou ao estilo como seu treinador.
Em abril de 2016, Sloan foi diagnosticado com doença de Parkinson e Demência com corpos de Lewy.
Morreu no dia 22 de maio de 2020, aos 78 anos.

## Estatísticas

### Como jogador
| Ano      | Time              | PJ  | MPJ  | AP   | LL   | RT  | AS  | BR  | TO  | PPJ  |
| -------- | ----------------- | --- | ---- | ---- | ---- | --- | --- | --- | --- | ---- |
| 1965-66  | Baltimore Bullets | 59  | 16.1 | .415 | .705 | 3.9 | 1.9 |     |     | 5.7  |
| 1966-67  | Chicago Bulls     | 80  | 36.8 | .432 | .796 | 9.1 | 2.1 |     |     | 17.4 |
| 1967-68  | Chicago Bulls     | 77  | 31.9 | .385 | .749 | 7.7 | 3.0 |     |     | 13.3 |
| 1968-69  | Chicago Bulls     | 78  | 37.7 | .417 | .745 | 7.9 | 3.5 |     |     | 16.8 |
| 1969-70  | Chicago Bulls     | 53  | 34.4 | .421 | .651 | 7.0 | 3.1 |     |     | 15.6 |
| 1970-71  | Chicago Bulls     | 80  | 39.3 | .441 | .715 | 8.8 | 3.5 |     |     | 18.3 |
| 1971-72  | Chicago Bulls     | 82  | 37.0 | .444 | .660 | 8.4 | 2.6 |     |     | 16.2 |
| 1972-73  | Chicago Bulls     | 69  | 35.0 | .411 | .707 | 6.9 | 2.2 |     |     | 10.1 |
| 1973-74  | Chicago Bulls     | 77  | 37.1 | .447 | .711 | 7.2 | 1.9 | 2.4 | 0.1 | 13.2 |
| 1974-75  | Chicago Bulls     | 78  | 33.0 | .439 | .748 | 6.9 | 2.1 | 2.2 | 0.2 | 12.2 |
| 1975-76  | Chicago Bulls     | 22  | 28.0 | .400 | .705 | 5.3 | 1.0 | 1.2 | 0.2 | 10.1 |
| Carreira | Carreira          | 755 | 34.1 | .427 | .722 | 7.4 | 2.5 | 2.2 | 0.2 | 14.0 |

### Como treinador
|          |          |       |       |     |      |                            | Playoffs | Playoffs | Playoffs | Playoffs |                                 |
| Time     | Ano      | J     | V     | D   | %    | Classificação              | J        | V        | D        | %        | Resultado                       |
| -------- | -------- | ----- | ----- | --- | ---- | -------------------------- | -------- | -------- | -------- | -------- | ------------------------------- |
| Chicago  | 1979–80  | 82    | 30    | 52  | .366 | 3° na Divisão Centro-Oeste | —        | —        | —        | —        | Não foi para os Playoffs        |
| Chicago  | 1980–81  | 82    | 45    | 37  | .549 | 2° na Divisão Central      | 6        | 2        | 4        | .333     | Perdeu nas Semi-Finais da Conf. |
| Chicago  | 1981–82  | 51    | 19    | 31  | .373 | (Despedido)                | —        | —        | —        | —        | —                               |
| Utah     | 1988–89  | 65    | 40    | 25  | .615 | 1° na Divisão Centro-Oeste | 3        | 0        | 3        | .000     | Perdeu na Primeira Rodada       |
| Utah     | 1989–90  | 82    | 55    | 27  | .671 | 2° na Divisão Centro-Oeste | 5        | 2        | 3        | .400     | Perdeu na Primeira Rodada       |
| Utah     | 1990–91  | 82    | 54    | 28  | .659 | 2° na Divisão Centro-Oeste | 9        | 4        | 5        | .444     | Perdeu nas Semi-Finais da Conf. |
| Utah     | 1991–92  | 82    | 55    | 27  | .671 | 1° na Divisão Centro-Oeste | 16       | 9        | 7        | .563     | Perdeu nas Finais da Conf.      |
| Utah     | 1992–93  | 82    | 47    | 35  | .573 | 3° na Divisão Centro-Oeste | 5        | 2        | 3        | .400     | Perdeu na Primeira Rodada       |
| Utah     | 1993–94  | 82    | 53    | 29  | .646 | 3° na Divisão Centro-Oeste | 16       | 8        | 8        | .500     | Perdeu nas Finais da Conf.      |
| Utah     | 1994–95  | 82    | 60    | 22  | .732 | 2° na Divisão Centro-Oeste | 5        | 2        | 3        | .400     | Perdeu na Primeira Rodada       |
| Utah     | 1995–96  | 82    | 55    | 27  | .671 | 2° na Divisão Centro-Oeste | 18       | 10       | 8        | .556     | Perdeu nas Finais da Conf.      |
| Utah     | 1996–97  | 82    | 64    | 18  | .780 | 1° na Divisão Centro-Oeste | 20       | 13       | 7        | .650     | Perdeu nas Finais da NBA        |
| Utah     | 1997–98  | 82    | 62    | 20  | .756 | 1° na Divisão Centro-Oeste | 20       | 13       | 7        | .650     | Perdeu nas Finais da NBA        |
| Utah     | 1998–99  | 50    | 37    | 13  | .740 | 2° na Divisão Centro-Oeste | 11       | 5        | 6        | .455     | Perdeu nas Semi-Finais da Conf. |
| Utah     | 1999–00  | 82    | 55    | 27  | .671 | 1° na Divisão Centro-Oeste | 10       | 4        | 6        | .400     | Perdeu nas Semi-Finais da Conf. |
| Utah     | 2000–01  | 82    | 53    | 29  | .646 | 3° na Divisão Centro-Oeste | 5        | 2        | 3        | .400     | Perdeu na Primeira Rodada       |
| Utah     | 2001–02  | 82    | 44    | 38  | .537 | 4° na Divisão Centro-Oeste | 4        | 1        | 3        | .250     | Perdeu na Primeira Rodada       |
| Utah     | 2002–03  | 82    | 47    | 35  | .573 | 4° na Divisão Centro-Oeste | 5        | 1        | 4        | .200     | Perdeu na Primeira Rodada       |
| Utah     | 2003–04  | 82    | 42    | 40  | .512 | 7° na Divisão Centro-Oeste | —        | —        | —        | —        | Não foi para os Playoffs        |
| Utah     | 2004–05  | 82    | 26    | 56  | .317 | 5° na Divisão Noroeste     | —        | —        | —        | —        | Não foi para os Playoffs        |
| Utah     | 2005–06  | 82    | 41    | 41  | .500 | 2° na Divisão Noroeste     | —        | —        | —        | —        | Não foi para os Playoffs        |
| Utah     | 2006–07  | 82    | 51    | 31  | .621 | 1° na Divisão Noroeste     | 17       | 9        | 8        | .529     | Perdeu nas Finais da Conf.      |
| Utah     | 2007–08  | 82    | 54    | 28  | .659 | 1° na Divisão Noroeste     | 12       | 6        | 6        | .500     | Perdeu nas Semi-Finais da Conf. |
| Utah     | 2008–09  | 82    | 48    | 34  | .585 | 3° na Divisão Noroeste     | 5        | 1        | 4        | .200     | Perdeu na Primeira Rodada       |
| Utah     | 2009–10  | 82    | 53    | 29  | .646 | 1° na Divisão Noroeste     | 10       | 4        | 6        | .400     | Perdeu nas Semi-Finais da Conf. |
| Utah     | 2010–11  | 54    | 31    | 23  | .574 | (Pediu demissão)           | —        | —        | —        | —        | —                               |
| Carreira | Carreira | 2,024 | 1,221 | 803 | .603 |                            | 202      | 98       | 104      | .485     |                                 |

Fonte: